# 초고압직류송전

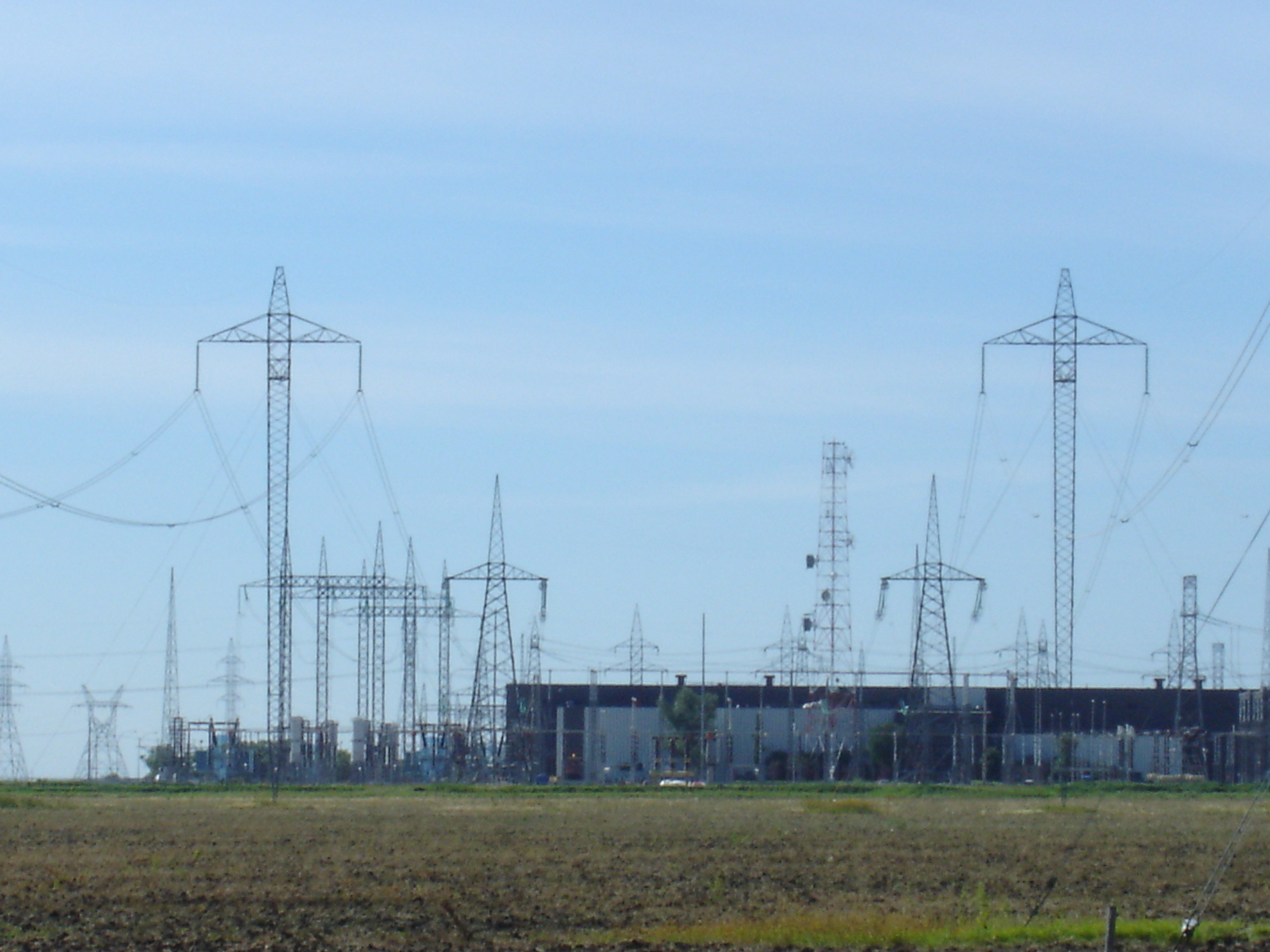
캐나다의 넬슨강의 수력 발전소에서 나온 전기를 변환하는 HVDC 변환소. 여기서 남부 매니토바의 그리드로 변환된다

초고압직류송전(high-voltage, direct current, HVDC)는 전력 그리드 시스템중 하나이다. HVDC는 기존의 교류를 사용하는 그리드와 대조적으로 직류를 대량으로 송전하는 시스템이다.
HVDC는 동기화를 하지 않아도 되며, 또한 소스와 부하간의 링크를 독립적으로 조절할 수 있어서, 전력의 급격한 변화로 인한 장애에서도 시스템을 안정화 시킬수 있다. HVDC는 또한 다른 주파수의 전력, 예를 들어 50 Hz 와 60 Hz를 사용하는 교류 전력간의 전력을 공급할 수 있다. 이로 인해 전력을 서로 교환하면서 각각의 그리드의 안정성을 높여주게 된다.
현대적인 HVDC 송전은 1930년대 스웨덴의 AESA와 독일에서 광범위하게 연구되었다. 초기의 상업적인 설치는 1951년 소련의 모스크바와 카쉬라간의 그리드가 있으며, 또한 100kV, 20 MW의 시스템이 1954년 고틀란드와 스웨덴 본토에 건설되었다.

현재 가설됨
건설중
계획중

## 고압 송전
고전압은 보통 그리드의 저항에서 에너지 손실을 줄인다. 주어진 송전에서, 전압을 2배로 올리면 전류는 절반이 송전된다. 에너지 손실의 대부분이 송전선의 열로 사라지는 만큼, 2배로 전압을 올리면 4배의 전송효율을 얻을 수 있다. 이와 비슷하게 도체를 늘리는 방법도 있지만, 도체를 늘리게 되면 무거워지고 비싸지게 된다.
실용적인 직류와 교류의 변환은 머큐리 아크 밸브같은 전력 전자장비의 개발과 더불어, 1970년대 시작된 사이리스터라던가, 통합 게이트 정류 사이리스터(IGCT), 절연 게이트 양극성 트랜지스터(IGBT), MOS-제어 사이스터(MCT)등이 개발되면서 이뤄지게 되었다.

## 이점
먼거리의 HVDC 송전은 일반적으로 같은 교류 송전보다 가격이 저렴하고 에너지 효율이 더 높다. 터미널의 HVDC 변환기는 비용이 나가지만, 총 직류 라인은 같은 길이의 교류 선에 비해 가격이 줄어들게 된다. 또한 HVDC는 같은 길이에서 더 적은 도체를 필요로 하며, 3상이라던가 표피 효과를 필요로 하지 않는다.
전압과 그리고 건설에 따라서 달라지지만, 1000km 당 3.5%의 전류가 손실되는데, 이는 같은 전압의 교류 그리드가 30~40%를 손실시키는 것에 대해서 대조적이다.
HVDC는 각각의 교류 선에 전력을 송전할 수 있기 때문에 이런 기술적인 이점을 얻기 위해서 선택되기도 한다. 이런 여러 이점 때문에 먼거리에 있는 사용자에게 전력을 공급하는데 있어서 적합한 선택이 될수 있다.

## 단점
HVDC의 단점으로는 변환, 스위칭, 제어, 그리고 이용성과 관리에 있다.
HVDC는 여러 변환 장비들로 인해 교류송전에 비해 신뢰성이 떨어지며, 가용성이 교류 시스템보다 낮다. 단극 시스템의 경우 98.5%이며, 고장으로 인해 정비되어 있는 시간이 3배가 넘어간다. 고장을 회피하기 위한 이중 시스템의 경우 50% 보다 높은 가용성을 보장하지만, 그렇게 해도 97~98% 정도의 가용성을 보여준다.
또한 HVDC 변환소는 비싸면서도 과부하가 제한되어 있다. 또한 짧은거리의 경우, 교류보다 더 많은 손실률을 보일수 있다.
또한 HVDC는 운영하기 위해서 많은 부품이 필요하며, 하나의 시스템으로 구축했다고 해도 아직 교류시스템에 비해서 표준화가 덜 되어 있으며, 기술이 빨리 발전하는 경향이 있다.
교류 시스템과 달리, 다중 터미널 시스템을 구축하는 것은 복잡하며 (특히 라인 교환 컨버터의 경우), 다중 터미널간 연결을 제어하기 위해서는 각각의 터미널의 연결 상태가 좋아야 한다. 또한 전력 흐름은 교류에서는 위상과 더불어 고유 임피던스에 의존하지만 HVDC의 경우 컨버터 제어 시스템에 의해 규정된다.

## 같이 보기
- 디시디시컨버터
- 송전탑